# Call of Juarez: Bound in Blood
Call of Juarez: Bound in Blood (с англ. — «Зов Хуареса: Узы крови») — компьютерная игра, шутер от первого лица в стиле вестерна, разработанная польской компанией Techland и изданная компанией Ubisoft 29 июня 2009 года в США и 3 июля 2009 года в Евросоюзе. Игра является приквелом игры Call of Juarez 2006 года. Целевые платформы: ПК под управлением Microsoft Windows, PlayStation 3 и Xbox 360.

## Игровой процесс
По словам разработчиков, Call of Juarez: Bound in Blood нацелена на то, чтобы предоставить игрокам «самые сильные ощущения Дикого Запада из когда-либо созданных». Геймплей игры представляется в жанре вестерна: вне закона, боссы, дуэли, побеги из тюрем, ограбления банка, конфликты с коренными жителями Северной Америки. В игре фигурируют два главных персонажа — Рэй и Томас. В игре присутствует командная игра. По сравнению с первой частью геймплей стал более динамичным и линейным.
Возможности игры были расширены за счёт внедрения разработчиками простой экономической модели. Во время выполнения обычных заданий или при убийстве противников удастся получить несколько долларов. Эти деньги позволяют купить боеприпасы, снаряжение и новое оружие. Для покупки доступен большой ассортимент вооружения, от примитивных пистолетов до мощных пулемётов. Каждое оружие имеет свою стоимость и параметры, например, скорострельность и мощность. На характеристики любого оружия влияет его состояние. У игроков не получится всю игру использовать один пистолет, со временем он изнашивается и ломается.
Call of Juarez: Bound in Blood включает в себя два играбельных персонажа: Томаса и Рэя, стили похождений за которых несущественно различаются, в силу практически полной линейности сюжета.

## Сюжет
1866 год. Дикий Запад. Действие игры начинается со сцены, в которой братья Томас и Рэй Макколл, находясь в сокровищнице ацтеков, в ссоре направляют стволы револьверов друг на друга. Рядом с ними, сокрушённый их междоусобной ненавистью, младший брат Уильям, и виновник конфликта — прекрасная мексиканка Мариса. Атмосфера накаляется, всеобщий спор сливается в отчаянные крики, слышится выстрел…
Затем нить повествования переносит зрителя на два года назад, в Америку периода Гражданской войны.
Рэй и Томас, служащие регулярных частей Конфедерации, по разным флангам удерживают линию фронта от наступления частей армии Союза. Внезапно Рэй узнаёт о том, что участок обороны Томаса серьёзно атакован. Он совершает бросок к горячей точке, чтобы спасти брата, по пути успешно отражая атаки противника совместно с солдатами своего взвода. Но как только братья встречаются и совместно отбивают серьёзный удар войск севера, командование отдаёт приказ к отступлению в направлении Атланты. Рэй с Томасом понимают, что удерживаемая ими сейчас линия обороны — это последний рубеж, защищающий их родной дом в Джорджии. Они решают дезертировать из войск, с тем, чтобы поспешить домой для спасения матери и младшего брата Уильяма от войск северян, уже атакующих их родовое поместье. По прибытии они застают мать умершей в пустом особняке разрушенного поместья. Рядом с ней Уильям, бросивший семинарию ради заботы о матери. Макколы отбивают атаку прибывших войск и собираются бежать в другой город от угрозы расправы со стороны военного командования. Уильям пытается внушить им, что наказанием за дезертирство будет смерть, но Рэй убеждает его следовать вместе с ними, сыграв на обещании найти позже способ восстановить их родовое поместье и возродить семью.
Заключительные кадры миссии демонстрируют полковника Барнсби, военного командира Макколов, прибывшего в поместье в погоне за ними и принимающего решение во что бы то ни стало поймать их, дабы вершить суд за измену родине.
Действие переносится на год вперёд. Уильям спешит в бар, чтобы разнять братьев, не поделивших девицу. Их вышвыривали из многих городов за неподобающее поведение и крутой нрав. И сейчас то, что Томас переспал с дочерью шерифа, приводит к дуэли между ним и одним из Макколов, в которой шериф погибает. Это приводит к бойне, устроенной разгневанными жителями города с целью убить братьев, и вынуждает последних покинуть город, чтобы отправиться дальше, в сторону Мексики. Рэем завладевает мысль найти там легендарные сокровища Эрнана Кортеса. Уильям пытается отговорить его, объясняя, что это не более, чем легенда, но Рэй, опьянённый мыслью о несметном богатстве уговаривает младшего брата довериться ему, обещая, что именно эти деньги нужны им для возрождения их дома. После побега из города Рэй коротко предупреждает Томаса, что если тот ещё раз заберёт у него женщину — в ответ он заберёт у него жизнь.
Некоторое время спустя в мексиканской таверне внимание Рэя приковывает некая мексиканка по имени Мариса. Двое посетителей салуна начинают грязно приставать к ней, и Макколы усмиряют их свинцом. Позже выясняется, что Мариса — возлюбленная Хуана Мендозы, по прозвищу «Хуарес», самого известного преступника Мексики. В благодарность за её спасение Хуарес приглашает всех отобедать у него, и Рэй пользуется этим визитом, чтобы объясниться с Марисой наедине. Во время разговора Рэй бросает фразу о том, что он убьёт Хуареса, если тот будет единственной преградой на пути к тому, чтобы они были вместе, и Мариса только поддерживает его в этом. После обеда Хуарес посвящает братьев в план о том, как завладеть сокровищами, пообещав им их часть. Человек по имени Девлин доставил ему множество неприятностей, наняв группу подрывников для поиска золота. Хуарес приказывает Макколам уничтожить Девлина и его людей, находящихся в горных шахтах. Братья прибывают на место и пробиваются сквозь приспешников к самому Девлину, повергая его, наконец, на дуэли. Когда Рэй наводит на него, умирающего и молящего о пощаде револьвер, появляется взволнованный Уильям и молит Рэя пощадить несчастного, заклиная брата Божьим словом. Но несмотря даже на это, Рэй всё же спускает курок, повергая Уильяма в исступление.
Параллельно основной сюжетной линии зрителю демонстрируется сцена, в которой племя Апачи обсуждает скорый выход на «войну против белого человека». Их лидер, Быстрая Река, поручает своему сыну, Зоркому Глазу, добыть 300 ружей для племени. Смотрящий Вдаль, имеющий голубые глаза от своей матери и являющийся, по сути, наполовину белым, выражает несогласие против войны, но всё же соглашается исполнить веление отца, чтобы доказать тому, что он не подобен этим «белым».
Тем временем Макколы возвращаются к Хуаресу, который даёт им поручение встретить своего оружейного курьера, для того чтобы получить ружья, необходимые им для обмена с Апачи на медальон, являющимся по преданию ключом к сокровищам. Прежде чем отправиться в путь, Томас улучает время для тайной беседы с Марисой и выражает недовольство её отношениями с Рэем с тем, чтобы самому открыться ей в своих чувствах.
Прибыв на условленное место для встречи с курьером, Макколы узнают, что последнего заточили в городскую тюрьму. С боем братья освобождают его — это человек в поношенной военной форме с полностью обмотанной бинтами головой — и доставляют к Хуаресу. Затем зритель видит, как курьер, обсуждая с Хуаресом условия сделки, снимает бинты с лица и предстаёт в облике полковника Барнсби.
Далее, в заброшенном руднике, предполагавшемся как место встречи с Хуаресом, Барнсби и его люди устраивают засаду на Макколов, захватывают их и связывают. Уильяму удаётся освободиться, а затем освободить и Томаса с Рэем. Братья выбираются из рудника и совместно с Марисой и Хуаресом в погоне врываются на территорию Команчей. Апачи, в итоге, сталкиваются лицом к лицу с Хуаресом и заявляют ему, что знают, что он пытался обмануть их, пытаясь продать сломанные ружья. Зоркий Глаз говорит, что узнал это от Уильяма, получившего награду от индейцев, и сохраняет оставшимся жизни, возвратив их в деревню вместе с лошадьми, принадлежащими Хуаресу. Там Зоркий глаз обещает братьям помочь найти медальон, объясняя это тем, что таким образом надеется уберечь своё племя от войны. Он, Рэй и Томас отправляются на территорию Навахо и добывают медальон, не сумев, однако, не осквернить святую землю кровью…
По прибытии Зоркий глаз излагает Макколам план по спасению Марисы и Уильяма из лагеря, но просит их отвлечь племя, чтобы дать ему возможность обучить Уильяма пользоваться медальоном, предложив им устроить драку. Томас и Рэй понимают, что это самый подходящий способ объясниться насчёт Марисы, и затевают настоящую драку, которая вызывает неподдельный интерес племени. Но план неожиданно срывается с появлением Барнсби и его солдат, которые уничтожают деревню, оставив в живых лишь вождя с его сыном. Зоркий Глаз, Мариса и Уильям становятся заложниками и могут быть обменены только на медальон, представляющий теперь для Барнсби основную цель. Рэй и Томас предпринимают попытку спасти их, но Рэй предупреждает брата, что если им это удастся, он не желает больше никогда видеть его. Они побеждают Барнсби и его людей в городе-призраке, но находят Зоркого Глаза смертельно раненым, перед смертью успевшим сообщить, что Мариса и Уильям живы и находятся в плену у Хуареса. Он также признаётся отцу, что причастен к осквернению земли, на которой покоился медальон. Связанный Барнсби просит у вождя помилования. Вождь приближается к нему с ножом в руке, но вместо того, чтобы убить его, перерезает верёвки и отпускает Барнсби на волю.
На ранчо Хуарес допрашивает Уильяма о том, как использовать медальон, но даже под побоями тот отказывается рассказать об этом и лишь исступленно обращается к Господу, что злит преступника. Он уходит, Мариса приводит Уильяма в чувство, рассказывает ему о своём нелёгком детстве и даёт Уильяму револьвер. Хуарес, наблюдающий эту сцену со стены, приказывает одному из бандитов прирезать мальчика. Уильям против своей воли стреляет в него, когда тот подходит слишком близко, чем вызывает искреннюю радость Хуареса, а Уильяма почти покидают силы. И всё же не добившись ответа, Хуарес удаляется, отдав приказ своим людям убить мальчика. Мариса в последние минуты пытается спасти его, раскрывая Хуаресу, что она носит его ребёнка. В это же время Рэй и Томас порознь врываются в лагерь штурмом, условившись о том, что Рэй спасает Уильяма, а Томас должен подготовить лошадей для отступления. Томас подготавливает лошадей и случайно встречает Марису. Она сообщает ему о смерти Уильяма и уговаривает его бросить Рэя, призывая подумать о сокровищах, ожидающих их двоих. Также она говорит, что знает, как использовать медальон. Между тем Рэй освобождает Уильяма и они пытаются вырваться из лагеря лишь для того, чтобы обнаружить, что Томас предал их. Братья уходят подземным ходом и встречают Хуареса, преграждающего выход. Рэй сражается с ним на дуэли и выходит победителем, а затем отправляется за Томасом и Марисой, чтобы осуществить свою месть.
Томас с Марисой находят гробницу с золотом, и повествование возвращается в настоящее время. Рэй становится лицом к лицу с Томасом и требует правосудия. Уильям появляется между ними, пряча одну руку в плаще и объявляет, что не позволит убить Томаса, и Рэю придётся сначала стрелять в него на счёт «три». При слове «три» Рэй спускает курок, среагировав на поднимающуюся руку Уильяма, и с ужасом понимая, что у него там была всего лишь Библия, которая, отлетая, падает к ноге Барнсби, который начинает верить, что сокровище и в самом деле проклято. Помещение начинает заполняться песком, и Макколы стремятся подняться наверх, убивая людей полковника, стоящих на пути. Наконец, дуэль между Барнсби и одним из Макколов ставит точку в этом противостоянии.
Братья вместе с Марисой решают отказаться от сокровища, понимая, что оно и в самом деле проклято. Жертва Уильяма побудила Рэя стать священником и хранить его Библию. Также он обвенчал Марису с Томасом.
На заключительных артах подразумевается, что семейный дом в Джорджии построен заново.

## Разработка и поддержка игры
14 января 2009 года компания Ubisoft заявила о выпуске игры Call of Juarez: Bound in Blood на ПК (Microsoft Windows), PlayStation 3, Xbox 360.
19 июня 2009 года игра Call of Juarez: Bound in Blood пошла на тиражирование («на золото»).
22 июня 2009 года крупный игровой сайт IGN назвал лучшие летние игры 2009 года. Call of Juarez: Bound in Blood заняла четвёртое место.
5 июля 2009 года стало известно о том, что Techland анонсировала три новых дополнения к игре Call of Juarez: Bound in Blood. Разработчики также заявили, что два новых дополнения будут ориентированы на мультиплеерную часть игры.
6 июля 2009 года игра попала на седьмое место в топ самых продаваемых игр в Steam. Также в этот же день игра заняла 6 место в списке самых продаваемых игр за неделю в Великобритании.
23 июля 2009 года вышел первый видеоролик локализованной игры от компании 1С. Видео демонстрирует фрагмент из игры, а также даёт услышать диалоги персонажей в игре на русском языке.
25 июля 2009 года игра попала на седьмое место самых популярных игр Великобритании за неделю.

## Отзывы
| Сводный рейтинг    | Сводный рейтинг | Сводный рейтинг | Сводный рейтинг |
| Издание            | Оценка          | Оценка          | Оценка          |
| Издание            | PC              | PS3             | Xbox 360        |
| ------------------ | --------------- | --------------- | --------------- |
| GameRankings       | 79,33 %         | 78,57 %         | 78,66 %         |
| Metacritic         | 78/100          | 78/100          | 77/100          |
| Иноязычные издания |                 |                 |                 |
| Издание            | Оценка          | Оценка          | Оценка          |
| Издание            | PC              | PS3             | Xbox 360        |
| CVG                | 8,4/10          | N/A             | N/A             |
| Eurogamer          | N/A             | N/A             | 7/10            |
| GameSpot           | 8,0/10          | 8,0/10          | 8,0/10          |
| GameSpy            | [ 23 ]          | N/A             | [ 24 ]          |
| IGN                | 7,7/10          | 7,5/10          | 7,7/10          |
| OPM                | N/A             | [ 28 ]          | N/A             |
| OXM                | N/A             | N/A             | 7/10            |

Bound in Blood получила положительные отзывы критиков.